# آرتور هولم
آرتور هولم (انگلیسی: Arthur Hulme; ۱۸ دسامبر ۱۸۷۷ – ۳ اکتبر ۱۹۱۶) بازیکن فوتبال اهل پادشاهی متحد بریتانیای کبیر و ایرلند بود.
از باشگاه‌هایی که در آن بازی کرده‌است می‌توان به باشگاه فوتبال بریستول راورز، باشگاه فوتبال لینکولن سیتی، باشگاه فوتبال ولینگ‌بورو تاون، و باشگاه فوتبال برایتون اند هوو آلبیون اشاره کرد.